# Oscar Scolfaro
Oscar Scolfaro (Campinas, 1937 – Campinas, 9 settembre 2017) è stato un arbitro di calcio brasiliano, internazionale dal 1974 al 1982.

## Carriera
Attivo a livello statale dal 1971, dallo stesso anno ha diretto in Série A. È stato affiliato sia alla CBF che alla Federação Paulista de Futebol.  Ha arbitrato la finale del V Copa Brasil, nonché quella del 1982 totalizzando 155 presenze nella massima serie nazionale. Tra i suoi risultati più rilevanti negli incontri internazionali si annoverano la presenza in sette edizioni della Copa Libertadores; ha partecipato alle qualificazioni al campionato mondiale di calcio 1982 per la CONMEBOL, arbitrando una partita. Tra le presenze nelle competizioni per squadre nazionali vi è quella alla Copa América 1979.